# Porte de la Saunerie
La porte de la Saunerie est une porte située à Manosque, en France.

## Localisation
La porte est située sur la commune de Manosque, dans le département français des Alpes-de-Haute-Provence.

## Historique
L'édifice est classé au titre des monuments historiques en 1886.